# Јохан Кербер
Јохан Кербер (Нови Сад 7. јануар 1782 — Пожун (Братислава) 29. фебруар 1840), је био апотекар, градоначелник Новог Сада.
Фармацију је завршио у Пешти. Отац му је такође био апотекар од кога је преузео апотеку 1807. и водио је до његове смрти 1828. Изабран је и на очево место сенатора. Пошто се посветио политици, апотеку је предао 1831. Вилхелму Гросингеру. За градоначелника је изабран исте године а седам година касније и за градског судију. На изборима за Угарску дијету 1840. у Пожуну изабран је за посланика Новог Сада заједно са капетаном Јованом Камбером. Фебруара исте године за време једног говора на Дијети, позлило му је због излива крви у мозак. Недељу дана касније је умро.